# エセキエル・アレホ・カルボーニ
エセキエル・アレホ・カルボーニ（Ezequiel Alejo Carboni、1979年4月4日 - ）は、アルゼンチン・ブエノスアイレス出身の元サッカー選手、現サッカー指導者。現役時代のポジションはミッドフィールダー。イタリア国籍も持つ。

## 経歴
生まれ故郷のブエノスアイレスをホームタウンとするCAラヌースの育成部門出身。27歳までトップチームの主力選手としてアルゼンチンのプリメーラ・ディビシオンでプレー。
2006年夏にオーストリア・ブンデスリーガに属するレッドブル・ザルツブルクへ移籍。レネ・アウフハウザーやニコ・コヴァチと共にボランチとしてオーストリア・ブンデスリーガでの優勝などに貢献した他、UEFAチャンピオンズリーグ予選やUEFAカップ本大会での出場を果たす。
1998年にはアルゼンチンU21代表の一員として南米ユース選手権で優勝を飾っている。
2008年2月15日にスペインのビジャレアルCFへ2007-08シーズン終了後に移籍することがザルツブルクの公式ホームページで発表されたが、一転して同年7月12日にセリエAのカルチョ・カターニアと3年契約を結ぶことになった。
2011年7月、CAバンフィエルドに移籍し母国へ復帰。翌年1月、現役を引退し古巣であるラヌースのユース部門で指揮を執ることが発表された。2017年にラヌースの監督に就任した。

## 家族
息子のフランコ・カルボーニ、バレンティン・カルボーニもサッカー選手。

## タイトル
ザルツブルク
- オーストリア・ブンデスリーガ : 2006-07